# Гейрфюгласкер
Гейрфюгласкер (исл. Geirfuglasker, исландское произношение: [ˈceirˌfʏklaˌscɛːr̥] (слушать)о файле; дословно — «шхера бескрылых гагарок») — исчезнувший островок в Атлантическом океане, в 27 км на запад от полуострова Рейкьянес в Исландии.

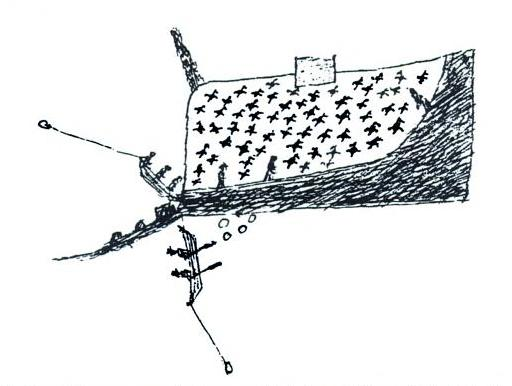
Рисунок Гейрфюгласкер XVIII века

Гейрфюгласкер представлял собой небольшой вулканический остров с крутыми склонами. Острые скалы вокруг острова и бурный прибой сделали его недоступным для людей, поэтому Гейрфюгласкер долгие годы оставался одним из последних убежищ бескрылых гагарок — крупных нелетающих птиц из семейства чистиковых (исл. geirfugl, дословно — «птица-копьё»). Во время извержения подводного вулкана в 1830 году Гейрфюгласкер был разрушен и ушёл под воду. Уцелевшие гагарки перебрались на соседний остров под названием Эльдей и были окончательно истреблены людьми несколько лет спустя.
Гейрфюгласкер упоминается в исландской народной сказке о Рёйдхёвди. Этому островку посвящен стих Útnesjamenn исландской поэтессы Оулины Андрьесдоуттир (1858-1935). Судьба острова и вымершей птицы упоминаются в сказочном произведении английского писателя Чарльза Кингсли «Дети воды».  
В середине XX века на месте исчезнувшего острова появилась небольшая шхера под тем же названием Гейрфюгласкер.